# Dimitri Amilakhvari
Dimitri Amilakhvari (Georgiano დიმიტრი ამილახვარი)(n. 31 de octubre de 1906 - † 24 de octubre de 1942). Fue un militar francés de origen georgiano, que combatió en las fuerzas de la Francia Libre durante la Segunda Guerra Mundial, además fue teniente coronel de la Legión Extranjera Francesa. Fue apodado Bazorka en referencia a su ciudad de nacimiento.

## Primeros años
Amilakhvari nació en Bazorkino (ahora Chermen, Osetia del Norte - Alania, Rusia)), donde su familia se había mudado desde su estado ancestral en Gori, Georgia durante la Revolución rusa de 1905. El abuelo de Dimitri, Ivane Amilakhvari (1829-1905), era un general eminente en el ejército ruso. Su padre, el Coronel Giorgi Zedguinidze-Amilakhvari, también sirvió en el ejército ruso y transfirió su lealtad a la República Democrática de Georgia en 1918-21. Después de que la República Socialista Federativa Soviética de Rusia ocupó Georgia en 1921, la familia huyó a Estambul, Turquía dónde Dimitri asistió a una Escuela británica local, y después, en 1922, emigró a Francia.  
En 1924, Dimitri Amilakhvari entró en la Escuela Militar Especial de Saint-Cyr y fue comisionado como un subteniente después de su graduación en el año 1926. Al mismo tiempo, él fue enviado a la Legión Extranjera Francesa y fue promovido a teniente en 1926. Sirvió después en las colonias francesas del Norte de África y tomó parte en todos los enfrentamientos importantes en el sur de Marruecos entre 1932 y 1933. De 1934 a 1939, encabezó la escuela militar francesa en Agadir, siendo promovido a capitán en 1937.

## Reconocimientos
- Legión de Honor
- Compagnon de la Libération
- Croix de guerre 1939-1945
- Croix de Guerre des TOE
- Croix de guerre (Norvège)